# Алексеев, Аркадий Геннадьевич
Аркадий Геннадьевич Алексеев (род. 29 марта 1968, Омск) — российский спортивный функционер, руководитель профсоюза тренеров КХЛ, спортивный журналист и телевизионный продюсер.

## Биография
Родился 29 марта 1968 года в Омске.
В 1994 году- окончил Московский государственный институт культуры.
В 1995 году создал (совместно с Александром Костяковым) культовую телевизионную программу о хоккее «Овертайм» выходящую в эфир более 30 лет. Программа становилась лауреатом всероссийского фестиваля «Вся Россия» г. Москва, отмечена Федерацией хоккея России дипломом 1 степени за лучшее освещение и пропаганду на телевидении хоккея в России, на телевизионном фестивале ТВ-6 победила в номинации «Лучшая спортивная программа года».
С 2000 — 2009 гг. создатель и руководитель современной пресс-службы ХК «Авангард».
С 2001 — 2006 работал спортивным корреспондентом российской ежедневной газеты «Спорт-экспресс».
В декабре 2009 года из-за конфликта с министром спорта Омской области Сергея Шелпаковым, по указанию которого директор ХК «Авангард» Павел Шеруимов пытался закрыть телевизионную программу «Овертайм», покинул хоккейный клуб. В дальнейшем работал в межрегиональном объединении работодателей профессионального хоккея — эта организация объединяла президентов и владельцев клубов КХЛ.
8 ноября 2011 года в г. Москве прошла учредительная конференция по созданию профсоюза тренеров КХЛ. По итогам конференции главой департамента избран Игорь Жилинский, а его заместителем стал Аркадий Алексеев. В совет тренеров вошли Владимир Крикунов, Андрей Пятанов, Вячеслав Буцаев, Владимир Голубович, Владимир Юрзинов. Почетным председателем стал легендарный и самый титулованный хоккейный тренер в мире Виктор Тихонов.
2012 году после ухода Игоря Жилинского генеральным менеджером в тольяттинскую «Ладу», возглавил профсоюз тренеров КХЛ.
В 2012 году ХК «Барыс» расторг контракт с главным тренером Андреем Хомутовым и отказался выплачивать ему заработную плату. К этому резонансному делу было приковано внимание всей хоккейной общественности России. Судебные тяжбы и переговоры длились несколько месяцев, клуб даже обращался в гражданский суд, но грамотная позиция профсоюза и его руководителя сыграла решающую роль. Хоккейный клуб впервые в истории развития отечественного хоккея выплатил зарплату и компенсацию тренеру за досрочное увольнение. После этого события расторжения контрактов хоккейных клубов с тренерами приобрели цивилизованные формы и стали соответствовать международным юридическим нормам.
В 2013-2015 году заместитель генерального директора ХК «Югра».